# Unity Village (Misuri)
Unity Village es una villa ubicada en el condado de Jackson en el estado estadounidense de Misuri. En el Censo de 2010 tenía una población de 99 habitantes y una densidad poblacional de 19,48 personas por km². En Unity Village se encuentra la sede mundial de la organización cristiana Unity.

## Geografía
Unity Village se encuentra ubicada en las coordenadas 38°57′9″N 94°23′56″O / 38.95250, -94.39889. Según la Oficina del Censo de los Estados Unidos, Unity Village tiene una superficie total de 5.08 km², de la cual 4.91 km² corresponden a tierra firme y (3.31%) 0.17 km² es agua.

## Demografía
Según el censo de 2010, había 99 personas residiendo en Unity Village. La densidad de población era de 19,48 hab./km². De los 99 habitantes, Unity Village estaba compuesto por el 85.86% blancos, el 7.07% eran afroamericanos, el 0% eran amerindios, el 2.02% eran asiáticos, el 0% eran isleños del Pacífico, el 0% eran de otras razas y el 5.05% pertenecían a dos o más razas. Del total de la población el 6.06% eran hispanos o latinos de cualquier raza.